# Erwünschtes Freudenlicht
Erwünschtes Freudenlicht (BWV 184) ist eine geistliche (evangelische) Kantate von Johann Sebastian Bach, die er in Leipzig 1724 für den dritten Tag des Pfingstfests komponierte. Sie wurde am 30. Mai 1727 erneut aufgeführt. Wahrscheinlich basiert das Werk auf einer früheren weltlichen Kantate, BWV 184a. BWV 184a, größtenteils verloren, war in Köthen als Duett für Sopran und Generalbass mit mehreren Tanzelementen komponiert worden.
Die Kantate enthält sechs Sätze und ist für drei Solostimmen, einen vierstimmigen Chor und ein barockes Instrumentalensemble bestehend aus zwei Flöten, Streichinstrumenten und Generalbass gesetzt. Ungewöhnlich für Bachs Kirchenkantaten schließt das Werk nicht mit einem Choral ab; stattdessen steht eine Vertonung der letzten Strophe der Hymne „O Herre Gott, dein göttlichs Wort“ von Anarg zu Wildenfels an der vorletzten Stelle, auf die zum Beschluss der Kantate ein Refrain folgt. Der tänzerische Einfluss der zugrundeliegenden Kantate spiegelt sich im Passepied des zweiten Satzes, im Menuett des vierten Satzes und in der Gavotte des letzten Satzes wider.

## Geschichte und Text
Bach komponierte die Kantate Erwünschtes Freudenlicht für den Pfingstdienstag, den dritten Tag des Pfingstfests. Sie basierte wahrscheinlich auf einer früheren weltlichen Kantate zum Neujahrstag (BWV 184a), die in Köthen komponiert worden war. Der Musikwissenschaftler Szymon Paczkowski schlägt zwei weitere mögliche Anlässe für das weltliche Vorbild vor: den Geburtstag von Prinz Leopold von Anhalt-Köthen am 10. Dezember 1720 und die Hochzeit von Leopold und Friederike Henriette von Anhalt-Bernburg am 11. Dezember 1721.
Der Bach-Forscher Alfred Dürr wies auf viele Ähnlichkeiten mit Erhöhtes Fleisch und Blut, BWV 173 hin: Beide waren Adaptionen von weltlichen Kantaten, beide zu Pfingsten in Bachs erstem Jahr in Leipzig geschrieben und beide 1731 wiederaufgeführt. Während die zugrundeliegende Kantate für Erhöhtes Fleisch und Blut erhalten blieb (die Glückwunschkantate Durchlauchtster Leopold, BWV 173a), ist die von Erwünschtes Freudenlicht größtenteils verloren, nur wenige Instrumentalteile sind vorhanden. Es war eine Duett-Kantate mit mehreren Tanzbewegungen.
Die vorgeschriebenen Schriftlesungen für diesen Festtag stammten aus der Apostelgeschichte des Lukas, dem Heiligen Geist in Samarien (Apostelgeschichte 8, 14–17 ) sowie aus dem Evangelium nach Johannes, dem Guten Hirten (Johannes 10, 1–10 ) Der Dichter, der einen Text an die vorhandene Musik anpasste, ist unbekannt. Möglicherweise behielt er den Wortlaut des Anfangs des Eröffnungsrezitativs bei und beschrieb Jesus weiterhin als den Hirten seiner „glückseligen Herde“. Der Librettist nahm als vorletzten Satz der Kantate die letzte (achte) Strophe der Hymne O Herre Gott, dein göttlichs Wort von Anarg zu Wildenfels auf.
Bach führte Erwünschtes Freudenlicht am 30. Mai 1724 in Leipzig als Adaption von BWV 184a auf und führte die Kantate dort am 3. Juni 1727 und am 15. Mai 1731 erneut auf.

## Besetzung und Aufbau
Bach besetzte das Werk für drei Solisten (Sopran, Alt und Tenor), einem vierstimmigen Chor sowie einem Instrumentalensemble aus zwei Traversflöten, zwei Violinen, einer Bratsche und Generalbass. Die Dauer des Stückes wurde mit 25 Minuten angegeben.
Bach gliederte die Kantate in sechs Sätzen. Im Gegensatz zu den meisten seiner ursprünglich für den kirchlichen Gebrauch konzipierten Kantaten, schließt diese Kantate nicht mit einem Choralsatz. Dieser steht bereits an vorletzter Stelle (Herr, ich hoff je), und auf ihn folgt zum Beschluss der einzige konzertante Chorsatz („Chorus“) der Kantate. Die ersten Sätze sind für Solisten geschrieben: Rezitative, ein Duett und eine Arie.
Die folgende Übersicht über die Sätze folgt der Neuen Bach-Ausgabe.  Die Instrumente werden nach Typ (Blas- und Streichinstrumente) unterschieden, der durchgehend spielende Basso Continuo ist nicht ausgewiesen. 
| Nr. | Titel                                   | Urheber des Texts   | Typ       | Vokal                    | Blasinstrumente | Streichinstrumente     | Tonart                           | Takt       |
| --- | --------------------------------------- | ------------------- | --------- | ------------------------ | --------------- | ---------------------- | -------------------------------- | ---------- |
| 1   | Erwünschtes Freudenlicht                | Anonym              | Rezitativ | Tenor                    | 2 Traversflöten |                        | G-Dur                            | 4/4-Takt   |
| 2   | Gesegnete Christen, glückselige Herde   | Anonym              | Duettarie | Sopran, Alt              | 2 Traversflöten | 2Vl Va                 | G-Dur                            | 3⁄8        |
| 3   | So freuet euch, ihr auserwählten Seelen | Anonym              | Rezitativ | Tenor                    |                 |                        | Beginn in C. Schlusskadenz in D. | 4/4-Takt   |
| 4   | Glück und Segen sind bereit             | Anonym              | Arie      | Tenor                    |                 | Violine (solo)         | H-Moll                           | 3⁄4        |
| 5   | Herr, ich hoff je, du werdest die       | Anarg zu Wildenfels | Choral    | Sopran, Alt, Tenor, Bass | 2 Traversflöten | 2 Violinen, 1 Bratsche | D-Dur                            | 4/4-Takt   |
| 6   | Guter Hirte, Trost der Deinen           | Anonym              | Chor      | Sopran, Alt, Tenor, Bass | 2 Traversflöten | 2 Violinen, 1 Bratsche | G-Dur                            | alla breve |

## Musik

### Satz 1
Das Eröffnungsrezitativ Erwünschtes Freudenlicht wird vom Tenor gesungen und von zwei Traversflöten begleitet. Der Satz der Neujahrskantate, die dieser Kantate zugrunde liegen könnte, wurde möglicherweise unverändert übernommen. Das „erwünschte Licht“ wird durch ein steigendes Musik der Flöten dargestellt, das sich während des gesamten Satzes wiederholt. Dürr interpretiert die Figur als die in der Pfingstgeschichte erwähnten Flammen. Der Satz endet mit einem Arioso.

### Satz 2
Die Duettarie ist für Sopran- und Altstimme geschrieben: Gesegnete Christen, glückselige Herde, kommt, stellt euch bei Jesu mit Dankbarkeit ein!. Es ist eine Da-capo-Arie in einem Dreiertakt mit langen Ritornellos. Der Musikwissenschaftler Julian Mincham beschreibt den Satz als „etwas mehr vom Geist des rustikalen Tanzes bewahrend“. Der Bach-Gelehrte Klaus Hofmann nannte es ein Passepied. Die Bewegung war wahrscheinlich in der zugrundeliegenden weltlichen Kantate ein Pastorale und passt zum Bild des Guten Hirten und seiner Herde. John Eliot Gardiner, der 2000 die Bach-Kantaten-Pilgerreise leitete, glaubt, dass damals zu der in Köthen komponierten weltlichen Kantate tatsächlich getanzt wurde.

### Satz 3
Der dritte Satz ist ein Secco-Rezitativ, das vom Tenor gesungen wird: So freuet euch, ihr auserwählten Seelen! Es schließt als Arioso ab und beendet den Satz in D-Dur anstelle der C-Dur, in der er begonnen hat.

### Satz 4
Der vierte Satz ist eine Tenor-Arie: Glück und Segen sind bereit, die geweihte Schar zu krönen. Paczkowski merkt an, dass der Text sich mit der Parusie, dem zweiten Kommen Christi, befasst und dass sie eine im Nahen Osten übliche Symbolik von Hirten und einem König verwendet. Es handelt sich formal um eine Triosonate für Gesang, Violine und Generalbass in adaptierter ternärer Form. Der Satz ist in h-Moll geschrieben und ist damit der einzige Satz, der nicht in einer Dur-Tonart verfasst ist. Gardiner beschreibt diesen Satz als Menuett.

### Satz 5
Der vorletzte Satz ist eine vierteilige Vertonung einer Choral-Strophe: Herr, ich hoff je, du werdest die in keiner Not verlassen. [13] Dies ist für Bach ungewöhnlich, da seine Kirchenkantaten normalerweise den Choral als Schlusssatz einsetzen.

### Satz 6
Der Schlusschor Guter Hirte, Trost der Deinen, laß uns nur dein heiliges Wort! ist ein Duett aus Sopran und Bass in ABA-Form, welches im A-Teil um den Chor erweitert wird, der im B-Teil (Mittelteil) hingegen schweigt. Von der Form abgesehen, die nicht derjenigen eines Suitensatzes, sondern derjenigen einer Arie entspricht, weist der Satz Merkmale einer Gavotte auf. Bach verwendete die Musik dieses Satzes wieder, um Laßt uns sorgen, laßt uns wachen, BWV 213 zu beenden, der zum Geburtstag von Kronprinz Friedrich Christian am 5. September 1733 aufgeführt wurde.

## Aufnahmen
- Gächinger Kantorei Stuttgart / Bach-Collegium Stuttgart, Helmuth Rilling. Die Bach Kantate. Hänssler Verlag, 1977
- Knabenchor Hannover & Collegium Vocale Gent, Gustav Leonhardt. J. S. Bach: Das Kantatenwerk · Complete Cantatas / Vol. 42, Teldec, 1987
- Amsterdam Baroque Orchestra & Choir, Ton Koopman. J.S. Bach: Complete Cantatas Vol. 7. Erato, 1997
- Holland Boys Choir / Netherlands Bach Collegium, Pieter Jan Leusink. Bach Edition Vol. 14. Brilliant Classics, 2000
- Monteverdi Choir / English Baroque Soloists, John Eliot Gardiner. Bach Cantatas Vol. 27. Soli Deo Gloria, 2000
- Bach Collegium Japan, Masaaki Suzuki. J.S. Bach: Cantatas Vol. 20. BIS, 2001.